# Уннау
Уннау (нем. Unnau) — община в Германии, в земле Рейнланд-Пфальц. 
Входит в состав района Вестервальд. Подчиняется управлению Бад Мариенберг (Вестервальд).  Население составляет 1818 человек (на 31 декабря 2010 года). Занимает площадь 8,14 км².
Коммуна подразделяется на 3 сельских округа.